# Katharina Bühler

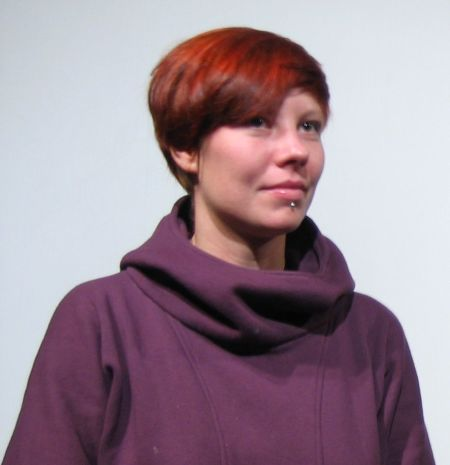
Eva Katharina Bühler beim Filmfestival Max Ophüls Preis 2011

Eva Katharina Bühler (geb. 1981 in Achern) ist eine deutsche Kamerafrau.

## Werdegang
Eva Katharina Bühler studierte an der Filmakademie Baden-Württemberg und schloss dort 2011 ihr Doppelstudium der Regie und Kamera ab. Seitdem arbeitet sie als Kamerafrau für zahlreiche Kino- und Fernsehproduktionen. Unter anderem drehte sie für die Fernsehreihe Tatort die Folge Dein Name sei Harbinger unter der Regie von Florian Baxmeyer. Des Weiteren arbeitet sie mit Regisseuren wie Bettina Blümner, Lars-Gunnar Lotz, Christian Werner und Lena Knauss zusammen.
Bühler lebt in Berlin und ist Mitglied im Berufsverband Kinematografie (BVK).

## Filmografie
- 2011: Der weiße Schatz (Dokumentarfilm; auch Regie und Drehbuch)
- 2011: Monika
- 2012: Geister, die ich rief (Kurzfilm)
- 2013: Land in Sicht (Dokumentarfilm)
- 2013: Andere Welt
- 2013: Kathedralen (Kurz-Dokumentarfilm)
- 2014: M wie Martha (Kurzfilm)
- 2014–2015: SOKO Köln (Fernsehserie, 7 Folgen)
- 2014: Ein Hells Angel unter Brüdern
- 2015: Fremdkörper
- 2017: SOKO München (Fernsehserie, 2 Folgen)
- 2017: Winterjagd
- 2017: Tatort: Dein Name sei Harbinger (Fernsehreihe)
- 2019: Der Auftrag
- 2019: Tatort: Das Leben nach dem Tod
- 2020: Tagundnachtgleiche
- 2020: Tatort: Ein paar Worte nach Mitternacht
- 2021: Plötzlich so still
- 2020: Immer der Nase nach
- 2021: WIR (Fernsehserie)
- 2022: Der Scheich
- 2023: Blindgänger
- 2023: Faraway

## Auszeichnungen
- 2002: Gewinnerin Deutscher Jugendfotopreis
- 2011: Gewinnerin Kodak Kamerapreis
- 2012: Internationales Frauenfilmfestival Dortmund, Gewinnerin Beste Kamera für Der weiße Schatz
- 2014: International Bosporus Filmfestival, Gewinnerin Best Cinematography für Kathedralen
- 2020: Nominierung DAFF für die Bildgestaltung im „Tatort – Das Leben nach dem Tod“